# Implicitní brána
Implicitní brána (anglicky default gateway) je v informatice označení pro obecný záznam ve směrovací tabulce pro cestu IP datagramu do jiné počítačové sítě pro případ, kdy cílová IP adresa zpracovávaného datagramu neodpovídá žádnému konkrétnímu záznamu ve směrovací tabulce. Implicitní brána je ve směrovací tabulce umístěna na posledním místě, čímž umožňuje v tabulce uvést seznam známých (blízkých) sítí a zbytek směrovat „do Internetu“, resp. „do nadřazené sítě“.